# Dudeismus

Logo des Dudeismus

Dudeismus (The Church of the Latter-Day Dude) ist eine Philosophie- und Religionsparodie.

## Geschichte
Der Dudeismus wurde 2005 vom Journalisten Oliver Benjamin aus der von Jeff Bridges 1998 im Kinofilm The Big Lebowski dargestellten Figur Jeffrey „The Dude“ Lebowski entwickelt.

## Inhalt
Benjamin bezeichnet den Dudeismus als eine „Open-Source“-Religion. Sein Mantra ist „take it easy“ und „abide“ (zu deutsch: „nimm es leicht“ respektive „verweile“).
Elemente der dudeistischen Weltanschauung sind der chinesische Taoismus, Gedanken Epikurs sowie die im Film dargestellten fatalistisch-entspannten Handlungen und Denkweisen des „Dude“.
Ob Dudeismus als vollwertige Religion anzusehen ist, ist ungeklärt. Es gibt derzeit über 800.000 Benutzer, die sich auf der Dudeismus-Website als „Priesterinnen und Priester“ (offizielle Anhänger) registriert haben, darunter in Deutschland der Kriminalbiologe Mark Benecke. Die zentrale Schrift ist The Tao Dude Ching / The Dude De Ching (2009), in dem das Tao Te Ching mit Dialogen und Handlungssträngen aus dem Film The Big Lebowski verbunden wird. Es finden auch regelmäßige Treffen von Anhängern des Dudeismus (Dude / Lebowski Fests) statt.
Seit 2018 besteht die Website „Abide University“ mit dem Ziel, „vernünftige und pragmatische Ansätze zum guten Leben“ zu erarbeiten.